# Joe Bennett (ilustrador)
Benedito José Nascimento (Belém, 3 de fevereiro de 1968),[carece de fontes?] que também assina com o pseudônimo Joe Bennett, é um desenhista de histórias em quadrinhos brasileiro, conhecido principalmente por seus trabalhos na Marvel e na DC Comics.

## Carreira
Benedito Nascimento, também chamado de Bené, aprendeu como desenhar histórias em quadrinhos de forma autodidata, copiando os traços dos super-heróis da Marvel Comics nos anos 70, e começou a atuar profissionalmente nos quadrinhos em 1985 junto ao editor Franco de Rosa, que lhe ofereceu a primeira oportunidade de trabalho na área. Com o roteirista Gian Danton, criou a A Insólita Família Titã para as revistas eróticas da Editora Sampa, o grupo a Família Titã foi criado pela dupla para homenagear a Família Marvel.
Em 1992, adotou o nome "Joe Bennett" por sugestão dos editores ao ser contratado pela Marvel, inicialmente trabalhando em histórias do personagem Ravage 2099, criado por Stan Lee. Posteriormente, ilustrou quadrinhos dos Vingadores, do Homem-Aranha, Conan, Namor, Elektra, Hulk, entre outros. Também trabalhou com Alan Moore em Supremo.
Após trabalhos bem sucedidos com o super-herói Capitão América, firmou contrato com a DC Comics, trabalhando em títulos como Aves de Rapina, Gavião Negro e a minissérie 52.
Em 2016, desenhou a história que serviu de prelúdio para o filme Batman vs Superman, dirigido por Zack Snyder.
Foi indicado ao Eisner Award, na categoria Melhor Série, por The Immortal Hulk em 2019.

## Controvérsias
Em novembro de 2019, em sua página no Facebook, o artista comemorou a agressão cometida por Augusto Nunes contra Glenn Greenwald durante o programa de rádio Pânico da Jovem Pan. Após a repercussão, Bennett apagou a publicação, e em seguida publicou em seu perfil pessoal um pedido de desculpas a Glenn, David Miranda e os filhos do casal. Por fim, afirmou estar aberto ao dialogo se comprometendo a refletir o que fez.
Em setembro de 2021, Bennett foi demitido da Marvel após o roteirista Al Ewing divulgar uma ilustração feita em 2017, que retratava adversários do então deputado federal Jair Bolsonaro como ratos. A ilustração foi criticada pois, na Alemanha Nazista, judeus e adversários do regime eram retratados como ratos. Ewing escreveu: "Presumo que sejam algum tipo de inimigo político, mas, mesmo que não sejam, os arquétipos são aparentes. Seres humanos como vermes sendo exterminados". Em fevereiro do mesmo ano, uma ilustração de Bennett na edição nº 43 de O Imortal Hulk havia sido acusada de veicular mensagem antissemita. Sem explicitar o motivo da decisão, a Marvel comunicou o desligamento de Bennett de todos os projetos futuros da empresa.